# 张稼夫
张稼夫（1903年—1991年），原名张法古，号宜今，山西省文水县南安镇西北安村人。中国科学院哲学社会科学部委员。

## 生平
早年毕业于山西省立农业专门学校，参加了北平学生敢死队，反对曹锟贿选。此后任职于中央研究院社会科学研究所。1931年1月中共六届四中全会召开，张稼夫担任社会科学研究所的党支部书记。抗日战争期间，任中共山西省委秘书长兼省委宣传部部长。十二月事变后，任中共晋西区委宣传部部长、敌工部部长等。第二次国共内战期间，兼任中共晋南工委副书记、临汾县委书记。中华人民共和国成立后，任命为中国科学院副院长。1955年，任中国科学院哲学社会科学部委员兼任中国科学院哲学社会科学部副主任。后担任中顾委委员。